# Petsleat
De Petsleat is een kanaal in de gemeente Dantumadeel in de Nederlandse provincie Friesland.
De Petsleat loopt van de kruising van de Strobosser Trekfeart met de Nije Swemmer in westwaartse richting. Het meest oostelijk deel van het kanaal vormt de grens met de gemeente Noardeast-Fryslân. Aan de noordzijde van het oostelijk deel van het kanaal lag het baggerdepot Petsleat/Swemmer, dat omgevormd is in het recreatie- en natuurterrein Rinsma pôle. Voor het oostelijk deel van het kanaal worden natuurvriendelijke oevers ingericht. Het kanaal buigt vervolgens ten zuiden van Driezum naar het zuidwesten. Ten noorden van Zwaagwesteinde buigt het kanaal in zuidelijk richting en gaat bij Zwaagwesteinde over in de Nije Feart.

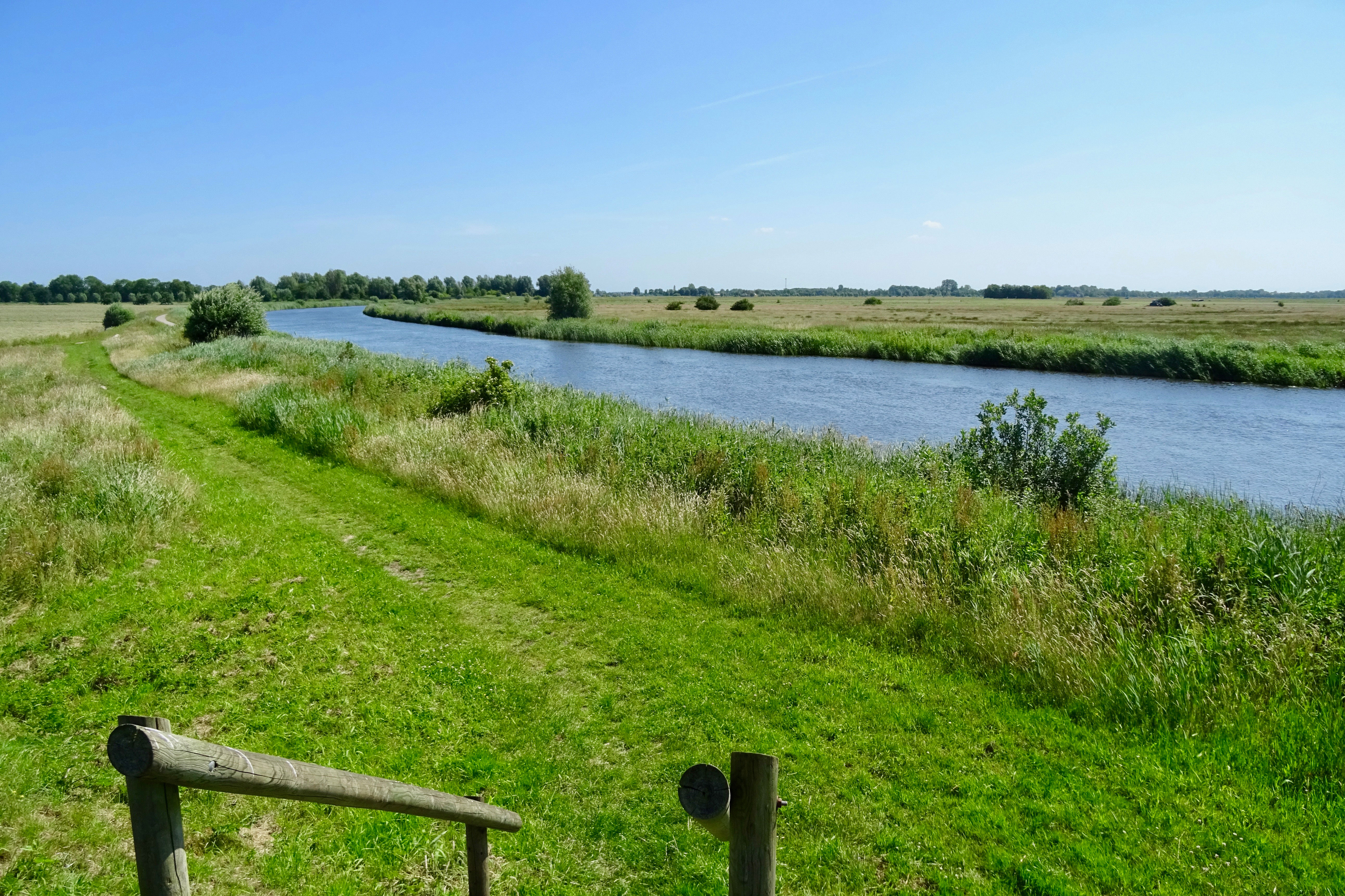
De Petsleat gezien vanaf de uitkijkheuvel bij het Brakkenspaad in oostelijke richting naar Rinsma pôle
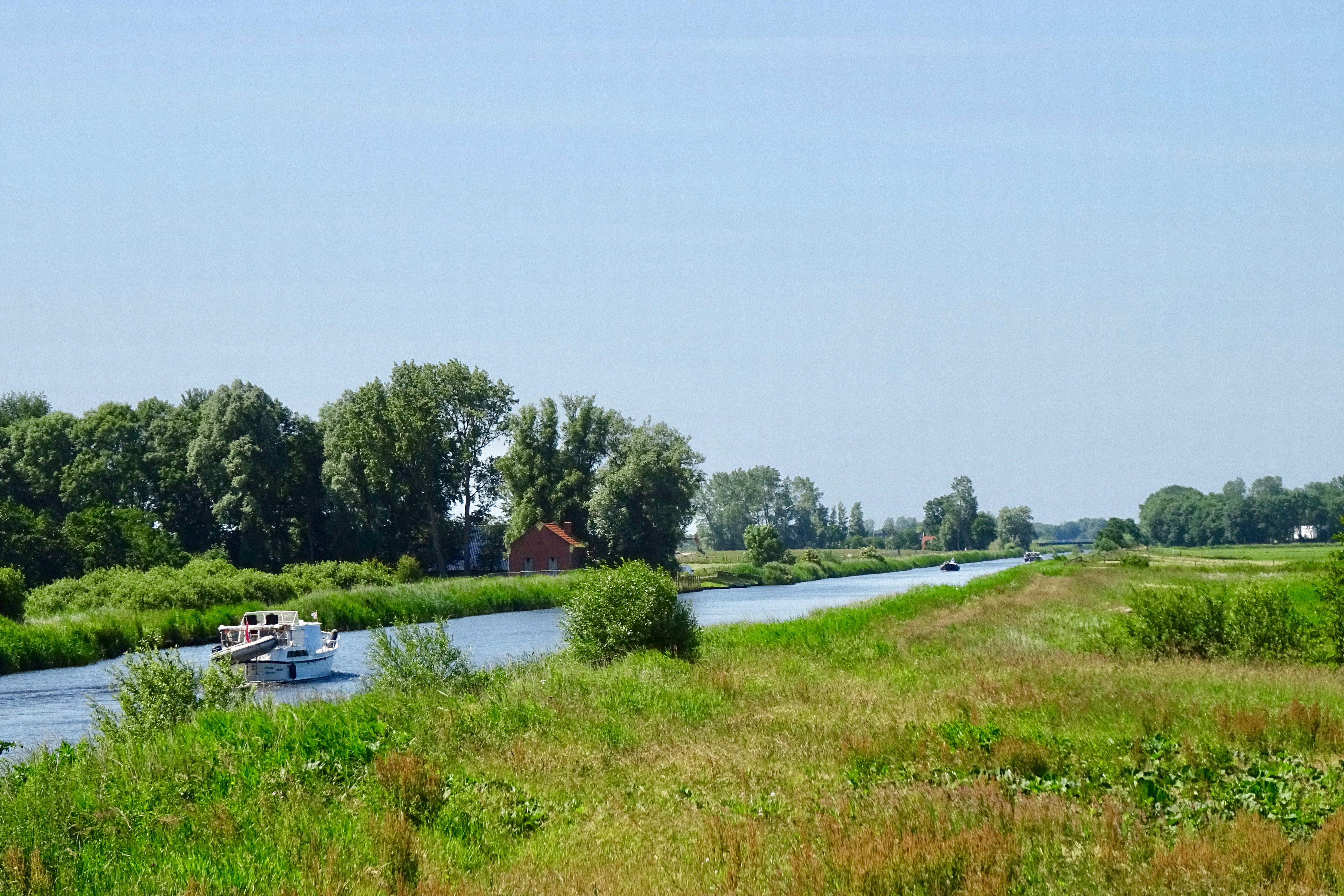
De Petsleat gezien vanaf de uitkijkheuvel bij het Brakkenspaad in westelijke richting